# スタンリー山
スタンリー山（スタンリーさん、英語: Mount Stanley）は、ルウェンゾリ山地にある山である。標高5,109 m。コンゴ民主共和国とウガンダ共和国との国境にあり両国の最高峰である。また、キリマンジャロ（5,895 m）、ケニア山（5,199 m）に次ぐアフリカで3番目に高い山である。主峰と他のいくつかの周囲にある峰は氷河を保てる十分な高度がある。スタンリー山はジャーナリストで探検家のヘンリー・モートン・スタンリーから命名された。それはUNESCO世界遺産のルウェンゾリ山地国立公園の一部である。

## 主な峰
スタンリー山は、2つの双耳峰といくつかの低い峰から成る。
- マルゲリータ峰（5,109 m）
- アレクサンドラ峰（5,091 m）
- アルバート峰（5,087 m）
- サボイア峰（4,977 m）
- エレナ峰（4,968 m）
- エリザベス峰（4,929 m）
- フィリップ峰（4,920 m）
- メビウス峰（4,916 m）
- グレート・トゥース峰（4,603 m）

## 遠征

### 初登頂
スタンリー山の初登頂は、1906年にルイージ・アメデーオ・ディ・サヴォイア＝アオスタ、ジョセフ・ペティガックス（J. Petigax）, セザール・オリエ, ジュール・ブロチェレルらによって成し遂げられた。マルゲリータ峰は、マルゲリータ・ディ・サヴォイア＝ジェノヴァ王妃から命名された。  

## 外部リンク

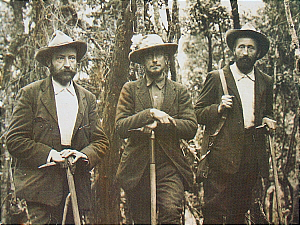
初登頂パーティーメンバーのルイージ・アメデーオ・ディ・サヴォイア＝アオスタ、セザール・オリエ、ジョセフ・ペティガックス